# Слонови
Слонови (лат. Elephantidae, од elefantus) породица је виших сисара. Сви су, без изузетака, биљоједи и хране се пре свега травама и лишћем, али у случају недостатка те хране, једу и грање, грмље, кору и сличну храну. Они имају дугачку сурлу помоћу које се бране, хране и пију воду.
Назив слон потиче од прасловенског корена *slonъ, што би могла бити изведеница од *sloniti sę (савремено наслонити се). Оваква етимологија објашњава се причом о слону који је спавао наслоњен на дрво, а која је током средњег века кружила Европом. Према другим изворима, реч је повезана са турским изразом aslan (лав).
Слонови су највећи копнени сисари који данас живе на земљи. Код рођења, младунче може бити тешко и до 100 kg. Висина слона је до 7m (са сурлом). Само у сурли, слон има више од 40.000 мишића. Скотност слонице траје 20 до 22 месеци и најдужа је од свих копнених сисара. Могу живети до 70 година. Највећи слон је убијен 1974. у јужној Анголи и био је тежак 12.240 kg. Слон је једина животиња која има четири колена.

## Таксономија

### Класификација, врсте и подврсте
|  |                                     |
|  |                                     |
|  | \| \| \| \| \| \| \| \| \| \| \| \| |
|  |                                     |
|  |                                     |
|  |                                     |
|  |                                     |
|  |                                     |

|  |  |
|  |  |
|  |  |
|  |  |

|  |                                     |
|  |                                     |
|  | \| \| \| \| \| \| \| \| \| \| \| \| |
|  |                                     |
|  |                                     |
|  |                                     |
|  |                                     |
|  |                                     |

|  |  |
|  |  |
|  |  |
|  |  |

|  |                                     |
|  |                                     |
|  | \| \| \| \| \| \| \| \| \| \| \| \| |
|  |                                     |
|  |                                     |
|  |                                     |
|  |                                     |
|  |                                     |

|  |  |
|  |  |
|  |  |
|  |  |

|  |                                     |
|  |                                     |
|  | \| \| \| \| \| \| \| \| \| \| \| \| |
|  |                                     |
|  |                                     |
|  |                                     |
|  |                                     |
|  |                                     |

|  |  |
|  |  |
|  |  |
|  |  |

|  |                                     |
|  |                                     |
|  | \| \| \| \| \| \| \| \| \| \| \| \| |
|  |                                     |
|  |                                     |
|  |                                     |
|  |                                     |
|  |                                     |

|  |  |
|  |  |
|  |  |
|  |  |

|  |                                     |
|  |                                     |
|  | \| \| \| \| \| \| \| \| \| \| \| \| |
|  |                                     |
|  |                                     |
|  |                                     |
|  |                                     |
|  |                                     |

|  |  |
|  |  |
|  |  |
|  |  |

|  |                                     |
|  |                                     |
|  | \| \| \| \| \| \| \| \| \| \| \| \| |
|  |                                     |
|  |                                     |
|  |                                     |
|  |                                     |
|  |                                     |

|  |  |
|  |  |
|  |  |
|  |  |

|  |                                     |
|  |                                     |
|  | \| \| \| \| \| \| \| \| \| \| \| \| |
|  |                                     |
|  |                                     |
|  |                                     |
|  |                                     |
|  |                                     |

|  |  |
|  |  |
|  |  |
|  |  |

|  |                                     |
|  |                                     |
|  | \| \| \| \| \| \| \| \| \| \| \| \| |
|  |                                     |
|  |                                     |
|  |                                     |
|  |                                     |
|  |                                     |

|  |  |
|  |  |
|  |  |
|  |  |

|  |                                     |
|  |                                     |
|  | \| \| \| \| \| \| \| \| \| \| \| \| |
|  |                                     |
|  |                                     |
|  |                                     |
|  |                                     |
|  |                                     |

|  |  |
|  |  |
|  |  |
|  |  |

|  |                                     |
|  |                                     |
|  | \| \| \| \| \| \| \| \| \| \| \| \| |
|  |                                     |
|  |                                     |
|  |                                     |
|  |                                     |
|  |                                     |

|  |  |
|  |  |
|  |  |
|  |  |

|  |                                     |
|  |                                     |
|  | \| \| \| \| \| \| \| \| \| \| \| \| |
|  |                                     |
|  |                                     |
|  |                                     |
|  |                                     |
|  |                                     |

|  |  |
|  |  |
|  |  |
|  |  |

|  |                                     |
|  |                                     |
|  | \| \| \| \| \| \| \| \| \| \| \| \| |
|  |                                     |
|  |                                     |
|  |                                     |
|  |                                     |
|  |                                     |

|  |  |
|  |  |
|  |  |
|  |  |

|  |                                     |
|  |                                     |
|  | \| \| \| \| \| \| \| \| \| \| \| \| |
|  |                                     |
|  |                                     |
|  |                                     |
|  |                                     |
|  |                                     |

|  |  |
|  |  |
|  |  |
|  |  |

|  |                                     |
|  |                                     |
|  | \| \| \| \| \| \| \| \| \| \| \| \| |
|  |                                     |
|  |                                     |
|  |                                     |
|  |                                     |
|  |                                     |

|  |  |
|  |  |
|  |  |
|  |  |

|  |                                     |
|  |                                     |
|  | \| \| \| \| \| \| \| \| \| \| \| \| |
|  |                                     |
|  |                                     |
|  |                                     |
|  |                                     |
|  |                                     |

|  |  |
|  |  |
|  |  |
|  |  |

Породица слонова (Elephantidae), је једина преостала породица унутар реда сурлаша (Proboscidea), који припада надреду Afrotheria. Њихови најближи преостали сродници су морске краве (дугонги и ламантини) и дамани, са којима они деле кладус Paenungulata унутар надреда Afrotheria. Слонови и морске краве се даље групишу у кладу Tethytheria. Три врсте слонова су познате; афрички слон и шумски слон (Loxodonta cyclotis) из подсахарске Африке, и азијски слон (Elephas maximus) из јужне и Југоисточне Азије. Афрички слонови имају веће уши, конкавна леђа, наборанију кожу, нагнут трбух, и два продужетка на врху сурле слична прстима. Азијски слонови имају мање уши, конвексна или равна леђа, глађу кожу, хоризонтални стомак који се повремено угиба у средини и један продужетак на врху сурле. Омчасти гребени на кутњацима су плићи код азијског слона, док они код афричког слона у већој мери имају облик дијаманта. Азијски слон исто тако има дорсалне кврге на својој глави и његова кожа садржи депигментисане сегменте. Афрички слон је генерално већи од свог азијског сродника.
Шведски зоолог Карл Лине је први описао род Elephas и слона из Шри Ланке (тада познате као Цејлон) под називом Elephas maximus 1758. године. Године 1798, Жорж Кивје је класификовао индијског слона као врсту . Холандски зоолог Кунрат Јакоп Теминк је описао суматранског слона 1847. године као врсту . Енглески зоолог Фредерик Натер Часен је класификовао сва три као подврсте азијског слона 1940. године. Азијски слон географски варира по боји и колични депигментације. Шри Ланкански слон (Elephas maximus maximus) насељава Шри Ланку, индијски слон (E. m. indicus) потиче из континенталне Азије (са Индијског потконтинента и Индокине), и суматрански слон (E. m. sumatranus) је заступљен на Суматри. Једна спорна подврста, борнеански слон, живи на северном Борнеу и мањи је од свих других подврста. Он има веће уши, дужи реп, и правије кљове од типичног слона. Шри Ланкански зоолог Полес Едвард Пјериз Деранијагала га је описао 1950. године под триномијалним називом Elephas maximus borneensis, узимајући као његов тип једну илустрацију у часопису Национална географија. Касније је сврстан у било E. m. indicus или E. m. sumatranus. Резултати генетичке анализе из 2003 индицирају да су се његови преци одовојили од копнене популације пре око 300.000 година. Једна студија из 2008. године је утврдила да борнејски слонови не потичу са тог острва, већ да су допремљени на њега пре 1521. године под покровитељством Султана од Сулуа са Јаве, где су слонови у данашње време изумрли.
Афричког слона је први именовао немачки природњак Јохан Фридрих Блуменбах 1797. године као Elephas africanus. Род Loxodonta је добио име по Фредерику Кивјеу 1825. године. Кивје је користио спеловање Loxodonte, али је 1827. године један анонимни аутор романизовао назив у Loxodonta; Међународни кодекс зоолошке номенклатуре препознаје ту варијанту као важећу. Године 1942, 18 подврста афричког слона је идентификовао Хенри Ферфилд Озборн, али су додатни морфолошки подаци редуковали број класификованих подврста, и до 1990-тих, само су се две задржале, савански или жбунски слон и шумски слон (L. a. cyclotis), задњу од којих је именовао 1900. немачки зоолог Паул Мачи. Шумски слонови имају мање и у већој мери заокружене уши и тање и равније сурле од саванских сонова, и ограничени су на опсег шумских области западне и централне Африке. Једна студија из 2000. године се залагала за сврставње ове две форме у засебне врсте (L. africana и L. cyclotis респективно) на бази разлика у морфологији лобање. ДНК студије објављене 2001. и 2007. исто тако сугеришу да су то две засебне врсте, мада су студије из 2002. и 2005. извеле закључак да се ради о једној врсти. Даље студије (2010, 2011, 2015) су пружиле подршку тврдњи да су афрички савански и шумски слонови засебне врсте. Сматра се да су ове две врсте раздвојиле пре 6 милиона година. Године 2017, анализа ДНК секвенци је показала да је L. cyclotis ближе сродан изумрлом Palaeoloxodon antiquus, него L. africana, што евентуално поткопава род Loxodonta као целину. Постоји евиденција из које се може извести закључак да су слонови западне Африке засебна врста, мада је то спорно. Пигмејски слонови из слива реке Конго, за које је било предложено да су засебна врста (Loxodonta pumilio) су вероватно шумски слонови чија мала величина и/или рана зрелост су узроковани условима животне средине.

## Подела
Данас живе још само три врсте сурлаша:
- афрички слон (Loxodonta africana)
- шумски слон (Loxodonta cyclotis)
- азијски слон (Elephas maximus)

Мањи број научника који се баве криптозоологијом а занимају их слонови, предлажу
- патуљастог слона (Loxodonta pumilio)

као још једну, засебну врсту. Међутим, научници нису прихватили тај предлог, бар за сада још не. Та врста живи, према њиховом мишљењу, уз шумског слона у тропским кишним шумама (Габон, Конго, Камерун).
У Африци живе четири одвојене популације слонова: у саванама источне и јужне Африке, у западној Африци на северу Намиба (пустиња и истоимени национални парк у Намибији) и у тропским кишним шумама централне Африке.
Статус шумског слона као засебне врсте доказан је уз помоћ ДНК анализе. Али из угла гледања заштите врста, ово признавање засебности је проблематично, јер слонова кост шумских слонова није заштићена од трговине, па су изложени лову.
Друге групе сурлаша, мамути, мастодонти и Деинотхериен су изумрли. Сви данас живући сурлаши су јако угрожени. С једне стране, њихова природна станишта се непрекидно смањују, а с друге, све донедавно су били жестоко ловљени због драгоцености слонове кости од које су грађене њихове кљове.

## Распрострањеност
Афрички слон је раније живио на читавом афричком континенту, док је данас северна граница његових пребивалишта југ Судана. Јужно од тог подручја живи свуда, али само у заштићеним подручјима националних паркова; но у њима су се популације тако снажно повећале, да долази у питање „издржљивост“ околине. То је посебно драматично изражено у националном парку Чобе у Боцвани: уместо 5.000 слонова колико би природа парка могла да поднесе, ту живи 25.000 животиња.
Шумски слон живи у кишним шумама западне Африке, међу осталим у Камеруну, ДР Конгу и Централноафричкој Републици.
Подручје где живи азијски слон шири се по читавом подручју југоисточне Азије као и Индијског потконтинента.